# Schnell- und Blitzschachweltmeisterschaften 2023
Die FIDE Schnell- und Blitzschachweltmeisterschaften 2023 fanden vom 26. bis 30. Dezember 2023 im usbekischen Samarqand statt. Magnus Carlsen wurde sowohl Weltmeister im Schnellschach als auch Weltmeister im Blitzschach. Die Turniere der Frauen gewannen Anastassija Bodnaruk (Schnellschach) sowie Walentina Gunina (Blitzschach).

## Modus
Die Weltmeisterschaften im Schnellschach wurden an den ersten drei Tagen ausgetragen. Im Open wurde ein Turnier nach dem Schweizer System über 13 Runden gespielt, beim parallel stattfindenden Turnier der Frauen über 11 Runden. Bei Punktgleichstand an der Spitze wird der Weltmeistertitel über zusätzliche Duelle unter Blitzschach-Bedenkzeit entschieden. Als Bedenkzeit wurde 15+10 eingesetzt, also 15 Minuten Startzeit pro Spieler mit zusätzlichen 10 Sekunden pro Zug.
Anschließend an die Schnellschach-Weltmeisterschaften wurden an den folgenden beiden Tagen die Weltmeisterschaften im Blitzschach ausgetragen. Das Turnier im Open verfügte dabei über 21 Runden, bei den Frauen wurden 17 Runden ausgespielt. Die Bedenkzeit betrug 3+2, also 3 Minuten Startzeit pro Spieler mit zusätzlichen 2 Sekunden pro Zug.
Teilnahmeberechtigt für die Turniere waren Personen, sofern sie in einer der letzten zwölf Ratinglisten der FIDE eine Wertung von mindestens 2550 (Open) beziehungsweise 2250 (Frauen) vorweisen konnten oder amtierende Meister in ihrem Verband sind. Eine Unterscheidung zwischen Standard-, Schnell- und Blitzschach wurde nicht erfordert. Darüber hinaus konnten weitere Teilnehmenden vom FIDE-Präsident oder der Turnier-Organisation eingeladen werden.

## Resultate
Bei Punktgleichheit wird weiter in folgender Abfolge entschieden:
1. Buchholz-Wertung ohne den schwächsten Gegner (BC1)
2. Buchholz-Wertung (BSC)
3. Durchschnittliches Rating der Gegner ohne den jeweils schwächsten (AROC1)
4. Ergebnis des direkten Duells
5. Losentscheid

### Schnellschach (Open)
Beim offenen Schnellschachturnier nahmen 202 Spieler teil, darunter auch die meisten Spieler der Weltspitze. Ding Liren, Führender der Weltrangliste im Schnellschach, nahm hingegen nicht teil, ebenso wie Alireza Firouzja und Wesley So. Titelverteidiger Magnus Carlsen galt somit als Favorit und konnte diese Rolle auch durch Siege gegen Fedoseev und Vidit Gujrathi unterstreichen. Mit einer Leistung von 10 aus 13 möglichen Punkten (7 Siege, 6 Unentschieden) erreichte er den ungeteilten Spitzenplatz und ist somit erneut Weltmeister.
| #   | Teilnehmer        | 1 | 2 | 3 | 4 | 5 | 6 | 7 | 8 | 9 | 10 | 11 | 12 | 13 | Punkte | BC1  | BSC   | AROC1 |
| --- | ----------------- | - | - | - | - | - | - | - | - | - | -- | -- | -- | -- | ------ | ---- | ----- | ----- |
| 1   | Magnus Carlsen    | ½ | 1 | 1 | 1 | 1 | 1 | ½ | ½ | ½ | 1  | 1  | ½  | ½  | 10     | 99   | 103,5 | 2640  |
| 2   | Vladimir Fedoseev | 1 | ½ | 1 | ½ | ½ | 1 | 1 | 1 | ½ | 0  | 1  | 1  | ½  | 9,5    | 98   | 102   | 2627  |
| 3   | Yu Yangyi         | 1 | 1 | 1 | ½ | 1 | ½ | 1 | ½ | ½ | ½  | ½  | ½  | ½  | 9      | 99,5 | 105,5 | 2651  |
| 4   | Vidit Gujrathi    | 1 | 1 | ½ | 1 | 1 | 0 | ½ | 1 | ½ | 1  | 1  | 0  | ½  | 9      | 98,5 | 104,5 | 2625  |
| 5   | Wolodar Mursin    | 1 | 1 | ½ | ½ | ½ | 1 | 1 | ½ | ½ | ½  | ½  | 1  | ½  | 9      | 97   | 101   | 2661  |
|     |                   |   |   |   |   |   |   |   |   |   |    |    |    |    |        |      |       |       |
| 46  | Vincent Keymer    | 0 | 1 | 1 | 0 | 1 | 1 | 1 | 1 | ½ | ½  | ½  | 0  | –  | 7,5    | 97,5 | 101,5 | 2564  |
|     |                   |   |   |   |   |   |   |   |   |   |    |    |    |    |        |      |       |       |
| 151 | Jens Hirneise     | 1 | 0 | ½ | ½ | 0 | 1 | ½ | 0 | 0 | ½  | 0  | ½  | –  | 5,5    | 72,5 | 76    | 2467  |

### Schnellschach (Frauen)
Im Turnier der Frauen sind 117 Spielerinnen angetreten, ebenfalls unter großer Beteiligung der Weltspitze. Eine Kuriosität ereignete sich in der letzten Runde, als die beiden bis dahin Führenden Bodnaruk und Lei sich bereits nach nur drei Zügen auf ein Remis einigten, was beiden den geteilten ersten Platz nach Punkten sicherte. Allerdings konnte auch Humpy Koneru noch durch ihren Sieg aufschließen, sodass die drei nach Punkten gleichstanden. Da das Reglement bei den Frauen jedoch vorschreibt, dass nur die beiden nach den Tie-Break-Kriterien besten Spielerinnen ein Play-off um den Weltmeistertitel spielen, verpasste Lei dies trotz Punktgleichheit. Anastasia Bodnaruk konnte sich schließlich im Play-off mit 2,5:1,5 gegen Humpy Koneru durchsetzen und ist somit die Weltmeisterin im Schnellschach. Vorjahressiegerin Tan Zhongyi erreichte mit 7 Punkten den 23. Platz.
| #  | Teilnehmerin         | 1 | 2 | 3 | 4 | 5 | 6 | 7 | 8 | 9 | 10 | 11 | Punkte | BC1  | BSC  | AROC1 |
| -- | -------------------- | - | - | - | - | - | - | - | - | - | -- | -- | ------ | ---- | ---- | ----- |
| 1  | Anastassija Bodnaruk | 1 | ½ | 1 | 1 | 1 | ½ | 1 | 1 | ½ | ½  | ½  | 8,5    | 73,5 | 76,5 | 2414  |
| 2  | Humpy Koneru         | 1 | 0 | 1 | 1 | 1 | 1 | 1 | ½ | ½ | ½  | 1  | 8,5    | 71,5 | 76,5 | 2328  |
| 3  | Lei Tingjie          | ½ | 0 | 1 | 1 | 1 | 1 | 1 | ½ | 1 | 1  | ½  | 8,5    | 71   | 75   | 2315  |
| 4  | Nurgjul Salimowa     | 1 | 1 | 1 | 1 | 0 | 1 | 0 | 1 | ½ | 1  | ½  | 8      | 71   | 74   | 2293  |
| 5  | Zhai Mo              | 1 | 1 | 1 | ½ | 1 | 1 | 0 | 1 | ½ | ½  | ½  | 8      | 70   | 75   | 2336  |
|    |                      |   |   |   |   |   |   |   |   |   |    |    |        |      |      |       |
| 25 | Dinara Wagner        | 1 | 0 | 1 | 1 | 1 | 0 | 0 | 1 | 1 | 1  | 1  | 7      | 55,5 | 59   | 2170  |

Play-Off
| # | Teilnehmerin         | 1 | 2 | 3 | 4 | Punkte |
| - | -------------------- | - | - | - | - | ------ |
| 1 | Anastassija Bodnaruk | 0 | 1 | ½ | 1 | 2,5    |
| 2 | Humpy Koneru         | 1 | 0 | ½ | 0 | 1,5    |

### Blitzschach (Open)
Am Blitzschachturnier nahmen 206 Personen teil, wobei das Teilnehmerfeld stark dem des zuvor stattgefundenen Schnellschachturniers ähnelte. Hikaru Nakamura, Zweitplatzierter der Blitzschach-Weltrangliste, sowie Alireza Firouzja, Drittplatzierter, traten nicht an. Magnus Carlsen galt damit erneut als klarer Favorit und konnte den Titel erfolgreich verteidigen. Carlsen gelangen 12 Siege und 8 Unentschieden, einzig in Runde 13 musste er sich dem Franzosen Maxime Vachier-Lagrave geschlagen geben. Daniil Dubow platzierte sich mit nur einem halben Punkt Abstand hinter Carlsen auf Platz 2, wurde jedoch zum Gegenstand von Kontroversen, nachdem seine Partie gegen Jan Nepomnjaschtschi in Runde 11 als verloren für beide gewertet wurde. Beide hatten ausschließlich ihre Springer übers Feld gezogen und nach Wiedererlangen der Startposition ein Remis vereinbart.
| #  | Teilnehmer             | 1 | 2 | 3 | 4 | 5 | 6 | 7 | 8 | 9 | 10 | 11  | 12 | 13 | 14 | 15 | 16 | 17 | 18 | 19 | 20 | 21 | Punkte | BC1   | BSC   | AROC1 |
| -- | ---------------------- | - | - | - | - | - | - | - | - | - | -- | --- | -- | -- | -- | -- | -- | -- | -- | -- | -- | -- | ------ | ----- | ----- | ----- |
| 1  | Magnus Carlsen         | 1 | ½ | 1 | 1 | 1 | 1 | ½ | ½ | 1 | ½  | ½   | ½  | 0  | 1  | 1  | 1  | 1  | 1  | 1  | ½  | ½  | 16     | 256,5 | 265,5 | 2673  |
| 2  | Daniil Dubow           | 1 | 1 | 1 | 1 | ½ | ½ | 1 | ½ | 1 | ½  | 0 a | ½  | 1  | ½  | ½  | 1  | 1  | 1  | 1  | ½  | ½  | 15,5   | 262,5 | 272,5 | 2700  |
| 3  | Wladislaw Artemjew     | 1 | 1 | 1 | 1 | 1 | 1 | ½ | ½ | ½ | 0  | 1   | ½  | 1  | ½  | 1  | 1  | ½  | 0  | 1  | ½  | ½  | 15     | 260,5 | 271,5 | 2702  |
| 4  | Maxime Vachier-Lagrave | ½ | 1 | 1 | 0 | 1 | 1 | 1 | ½ | 1 | ½  | 1   | ½  | 1  | ½  | ½  | ½  | ½  | 0  | 1  | 1  | ½  | 14,5   | 260,5 | 269   | 2670  |
| 5  | Jan Nepomnjaschtschi   | ½ | 1 | ½ | 1 | 1 | 1 | ½ | 1 | ½ | 1  | 0 a | ½  | ½  | 1  | 1  | ½  | ½  | 0  | ½  | 1  | ½  | 14     | 263   | 271   | 2670  |
|    |                        |   |   |   |   |   |   |   |   |   |    |     |    |    |    |    |    |    |    |    |    |    |        |       |       |       |
| 27 | Vincent Keymer         | 1 | ½ | 0 | 0 | 0 | ½ | 1 | 1 | ½ | 1  | ½   | 0  | 1  | ½  | 0  | ½  | 1  | 1  | 1  | 1  | 1  | 13     | 212,5 | 220,5 | 2475  |

### Blitzschach (Frauen)
118 Frauen nahmen am Blitzturnier teil. Walentina Gunina konnte sich mit 14 Punkten aus 17 Runden knapp gegen Alexandra Kostenjuk durchsetzen, gegen die sie in Runde 6 gewinnen konnte. Einzig gegen die Drittplatzierte Zhu Jiner musste sich Gunina geschlagen geben.
| #  | Teilnehmerin        | 1 | 2 | 3 | 4 | 5 | 6 | 7 | 8 | 9 | 10 | 11 | 12 | 13 | 14 | 15 | 16 | 17 | Punkte | BC1   | BSC   | AROC1 |
| -- | ------------------- | - | - | - | - | - | - | - | - | - | -- | -- | -- | -- | -- | -- | -- | -- | ------ | ----- | ----- | ----- |
| 1  | Walentina Gunina    | 1 | 1 | – | 1 | 1 | 1 | 1 | ½ | 1 | 1  | ½  | ½  | 1  | ½  | 0  | 1  | 1  | 14     | 170   | 177   | 2380  |
| 2  | Alexandra Kostenjuk | 1 | 1 | – | 1 | 1 | 0 | 1 | 0 | 1 | ½  | 1  | 1  | ½  | 1  | ½  | 1  | 1  | 13,5   | 173,5 | 182   | 2326  |
| 3  | Zhu Jiner           | 1 | 1 | – | 1 | 0 | 1 | 0 | ½ | 0 | 1  | 1  | 0  | 1  | 1  | 1  | 1  | 1  | 12,5   | 170   | 178,5 | 2338  |
| 4  | Turmunkh Munkhzul   | 1 | 0 | ½ | 1 | ½ | 1 | 1 | 1 | ½ | 1  | ½  | ½  | 1  | 0  | ½  | 1  | ½  | 11,5   | 176,5 | 184   | 2408  |
| 5  | Jekaterina Lagno    | ½ | 1 | – | 1 | 0 | 1 | ½ | 1 | 1 | ½  | ½  | ½  | 0  | 1  | 0  | 1  | 1  | 11,5   | 165,5 | 173,5 | 2338  |
|    |                     |   |   |   |   |   |   |   |   |   |    |    |    |    |    |    |    |    |        |       |       |       |
| 33 | Dinara Wagner       | ½ | ½ | – | 1 | 1 | 1 | 1 | 1 | 0 | 1  | 0  | 1  | ½  | 1  | 0  | 0  | 0  | 9,5    | 155,5 | 162,5 | 2270  |